# Blažovce
Blažovce (bis 1960 slowakisch „Blážovce“; ungarisch Turócbalázsfalva – bis 1907 Balázsfalu)  ist eine Gemeinde in der Nord-Mitte der Slowakei mit 165 Einwohnern (Stand 31. Dezember 2024). Sie liegt im Okres Turčianske Teplice, einem Teil des Žilinský kraj und ist Teil der traditionellen Landschaft Turiec.

## Geographie
Die Gemeinde befindet sich inmitten des Turzbeckens am rechten Ufer des Turiec am Zusammenfluss mit dem Bach Čierna voda. Das Ortszentrum liegt auf einer Höhe von 452 m n.m. und ist 10 Kilometer von Turčianske Teplice sowie 18 Kilometer von Martin entfernt.
Nachbargemeinden sind Turčiansky Ďur im Norden, Socovce im Nordosten, Mošovce im Osten, Jazernica im Süden, Abramová im Südwesten und Moškovec im Westen.

## Geschichte
Der Ort wurde zum ersten Mal 1343 als Mezeuhaz schriftlich erwähnt und war Besitz des Landadels. 1785 hatte die Ortschaft 15 Häuser und 94 Einwohner, 1828 zählte man 17 Häuser und 114 Einwohner, die als Landwirte beschäftigt waren.
Zur Gemeinde gehört auch die ehemals selbständige Gemeinde Bodovice (1952 eingemeindet, hatte seinerseits den nach 1863 eingemeindeten Ort Vachotovice), die aber heute kein Gemeindeteil mehr ist.
Bis 1918 gehörte der im Komitat Turz liegende Ort zum Königreich Ungarn und kam danach zur Tschechoslowakei beziehungsweise heute Slowakei.

## Bevölkerung
| Jahr                | 1994 | 2004    | 2014    | 2024    |
| ------------------- | ---- | ------- | ------- | ------- |
| Anzahl der Personen | 162  | 166     | 163     | 165     |
| Unterschied         |      | +2,46 % | −1,80 % | +1,22 % |

| Jahr                | 2023 | 2024    |
| ------------------- | ---- | ------- |
| Anzahl der Personen | 164  | 165     |
| Unterschied         |      | +0,60 % |

Nach der Volkszählung 2011 wohnten in Blažovce 163 Einwohner, davon 161 Slowaken und zwei Tschechen.
63 Einwohner bekannten sich zur römisch-katholischen Kirche, 57 Einwohner zur Evangelischen Kirche A. B. und drei Einwohner zur evangelisch-methodistischen Kirche. 21 Einwohner waren konfessionslos und bei 19 Einwohnern wurde die Konfession nicht ermittelt.

## Bauwerke
- Holzglockenturm aus dem 19. Jahrhundert
- Landsitz, ursprünglich im Barockstil in der ersten Hälfte des 18. Jahrhunderts gebaut, in der ersten Hälfte des 19. Jahrhunderts umgebaut
- Landsitz im klassizistischen Stil aus der ersten Hälfte des 19. Jahrhunderts